# Megakaryozyt

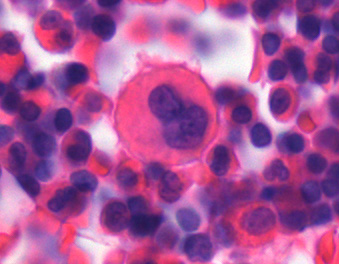
Megakaryozyt im Knochenmark. Hämatoxylin-Eosin-Färbung.

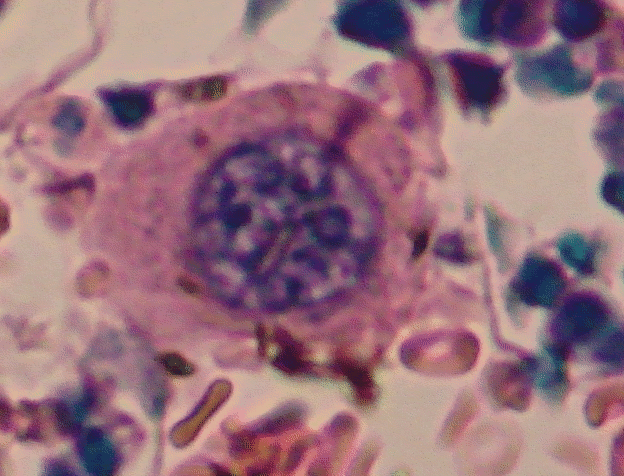
Junger Megakaryozyt im Knochenmark.
Pappenheim-Färbung.

Megakaryozyten gehören zu den blutbildenden Zellen im Knochenmark. Sie sind Vorläuferzellen der Thrombozyten (Blutplättchen), denen eine zentrale Rolle bei der Blutgerinnung zukommt. Mit einem Durchmesser von bis zu 0,15 mm gehören Megakaryozyten zu den größten Zellen des menschlichen Organismus.

## Aufbau
Megakaryozyten sind die größten Zellen im Knochenmark, ihr Durchmesser beträgt 35–150 µm. Der Zellkern ist unregelmäßig gelappt, enthält grobkörniges Chromatin und keine sichtbaren Nucleoli. Lichtmikroskopisch kann es so scheinen, als wären mehrere Zellkerne vorhanden.
Im Zytoplasma finden sich zahlreiche Mitochondrien, ein gut ausgebildetes endoplasmatisches Retikulum, ein ausgedehnter Golgi-Apparat und eine große Anzahl von Ribosomen. Es finden sich außerdem Granula, ebenso wie sie in Thrombozyten vorkommen. Sie werden in α-Granula, elektronendichte Granula und Lysosomen unterschieden und enthalten die Proteine und Substanzen, die für die Thrombozytenfunktion wichtig sind, darunter ADP, ATP, Calcium, Wachstums- und Gerinnungsfaktoren.

## Vorkommen
Die Gesamtzahl der Megakaryozyten beträgt etwa 6 Millionen je kg Körpergewicht. Der Hauptanteil der Megakaryozyten findet sich im roten Knochenmark. Sie machen mit etwa 1 % jedoch nur einen geringen Anteil der dort ansässigen Zellen aus.
In geringer Anzahl (fünf bis sieben je Milliliter) finden sie sich auch im zirkulierenden Blut, werden dann aber zum großen Teil, jedoch nicht komplett, in den Lungenkapillaren ausgefiltert. Diese zirkulierenden Zellen enthalten dann jedoch fast kein Zytoplasma mehr. Die Anzahl der zirkulierenden Megakaryozyten ist erhöht in Neugeborenen und Kleinkindern sowie Müttern direkt nach der Geburt, außerdem bei Infektionen, Entzündungen, bösartigen Neubildungen, disseminierter intravasaler Gerinnung und myeloproliferativen Erkrankungen.

## Megakaryopoese

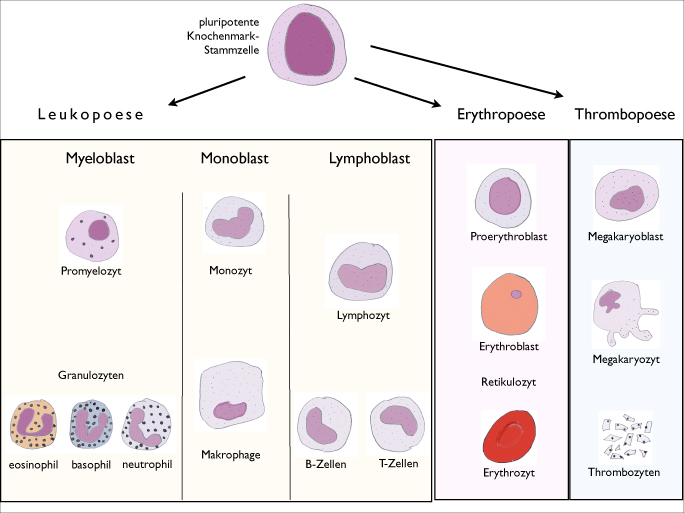
Bildung der Blutzellen

Als Megakaryopoese wird die Entwicklung der Megakaryozyten aus spezifischen Stammzellen (Hämozytoblasten) im Knochenmark bezeichnet. Sie dauert etwa 10 Tage.
Unter Einfluss von Thrombopoetin (TPO) entsteht aus den pluripotenten Stammzellen im Knochenmark durch mitotische Teilung Megakaryoblasten. Diese haben einen Durchmesser von 20 bis 30 µm, ein basophiles Zytoplasma und zahlreiche Nucleoli im Zellkern. Sie verfügen nicht mehr über die Fähigkeit sich zu teilen, können aber weiterhin ihre DNA vermehren (Endomitose). Nach mehreren dieser Endomitosen sind sie polyploid und enthalten letztendlich bis zu 64 vollständige Chromosomensätze (64N). Megakaryoblasten enthalten definitionsgemäß keine Granulation im Zytoplasma. Diese tritt erst bei der nächsten Reifungsstufe, den Promegakaryozyten auf. Im weiteren Verlauf der Entwicklung geht die Basophilie des Zytoplasmas zurück, während die Azurgranulation zunimmt. Relativ zum Volumen des Zellkerns nimmt das Volumen des Zytoplasmas zu. Die DNA-Synthese kommt zum Erliegen. Der reife Megakaryozyt ist zumeist sehr zytoplasmareich mit azurophilem Zytoplasma.

## Thrombopoese
Thrombopoese bezeichnet die Bildung von Thrombozyten (Blutplättchen) durch Megakaryozyten. Aus einem Megakaryozyt können 1000 bis 3000 Thrombozyten entstehen.
Nachdem das Zytoplasma des Megakaryozyten herangereift ist, wandelt sich dieses in so genannte Proplatelets um. Es werden mehrere dicke Ausläufer, die Pseudopodien gebildet, die in die Sinusoide des Knochenmarks eindringen. Dort bilden sie perlenschnurartige Abschnürungen, in denen sich Thrombozytenmaterial findet, das dorthin entlang von Mikrofilamenten aus dem Zentrum der Zelle transportiert wurde. Gänzlich abgeschnürt bilden sie die Blutplättchen. Unbekannt ist bisher jedoch, ob es sich um voll entwickelte Thrombozyten handelt, die in die Blutbahn abgegeben werden, oder ob die Bildung erst in den Gefäßen abgeschlossen wird.

## Erkrankungen
Bei der essentiellen Thrombozythämie wird von den Megakaryozyten eine unkontrolliert hohe Anzahl von Thrombozyten in die Blutbahn abgegeben, so dass sie eine Konzentration von dauerhaft 450.000 je µl (Normalwert: 150.000–350.000/µl) bis zu 1,5 Mio. und mehr erreichen. Die Konzentration der anderen Blutbestandteile ist hingegen normal. Die Ursachen der essentiellen Thrombozythämie liegen in einer erhöhten Empfindlichkeit der Megakaryozyten für Thrombopoietin. Infolgedessen findet sich im Knochenmark eine erhöhte Anzahl abnormal großer, ausgereifter Megakaryozyten. Bei der Diagnosestellung müssen jedoch andere Ursachen für die Thrombozytose, wie Infektionen, Anämien oder andere Erkrankungen des Knochenmarkes ausgeschlossen werden.
Bei Thrombozytopenien ist die Anzahl der zirkulierenden Plättchen vermindert. Neben einer Vielzahl möglicher Ursachen außerhalb des Knochenmarkes, kann die Erkrankung auch durch eine gestörte Bildung im Knochenmark verursacht werden. Bei einer aplastischen Störung des Knochenmarks ist die Anzahl der Megakaryozyten vermindert oder sie fehlen ganz. Dies liegt entweder in einer genetischen Störung wie bei der Fanconi-Anämie begründet oder kann erworben sein. Dazu zählen Knochenmarksschädigungen durch Vergiftung oder Strahlung, Knochenmarksinfiltrationen durch bösartige Tumoren, Verdrängung durch unkontrolliert sich vermehrende Zellen bei Leukämien oder eine Verödung des blutbildenden Knochenmarks Osteomyelofibrose. Weiterhin können auch Reifungsstörungen durch Mangel an Vitamin B12 oder Folsäure die Anzahl reifer, funktionsfähiger Megakaryozyten umkehrbar vermindern.
In multi-omik Längsschnittanalysen wurden zudem Reaktionen von Megakaryozyten, Erythrozyten und Plasmazellen als Kennzeichen schwerer COVID-19-Verläufe identifiziert.